# Collezioni egittologiche in Italia
In Italia esistono molte importanti collezioni di documenti e d'arte egizia, in virtù del secolare rapporto con il mondo romano, ma anche frutto di numerosi scavi condotti da archeologi italiani. Tra tutte, spicca quella ospitata a Torino, che in Italia viene spesso detta come la seconda al mondo dopo quella del Cairo. Altre collezioni di livello internazionale si trovano a Firenze, Bologna, Milano, Napoli, Benevento e nella Città del Vaticano.

## Piemonte
- Museo delle Antichità Egizie di Torino. Viene considerato, per il valore dei reperti, il più importante al mondo dopo quello del Cairo, e il più importante d'Italia seguito da quello di Firenze.
- Museo di Casale Monferrato, Casale Monferrato. Ospita la collezione Carlo Vidua.
- Museo del territorio Biellese, nella sala dedicata all'Egittologo Ernesto Schiaparelli, ospita la collezione Egizia Lanzone/Sella.

## Friuli-Venezia Giulia
- Civico Museo di storia e arte di Trieste. Il museo consta di quasi un migliaio di pezzi giunti dall'Egitto nell'Ottocento e nel primo Novecento per mezzo dell'intenso traffico mercantile del porto triestino. Le mummie umane sono tre, tutte e tre esposte in sarcofagi in legno stuccato e dipinto.

## Liguria
- Museo di archeologia ligure, Genova. Una sala del museo è dedicata all'archeologia egizia. La sala ospita i pezzi portati a Genova fra '800 e '900 da viaggiatori liguri quali il Capitano D'Albertis o il tenente di vascello Caramagna. Il pezzo di maggior pregio è il sarcofago colorato di Pasherienaset, sacerdote di età saitica.

## Lombardia
- Civico museo archeologico di Bergamo. I reperti sono il frutto di raccolte selettive e casuali, avvenute nel corso del 1800, ed è costituita da piccoli oggetti di ambito funerario ushabti, statuette e amuleti.
- Museo Adriano Bernarehhi, Bergamo. Sono conservati 133 pezzi di provenienza copta.
- Museo di storia naturale di Brescia, Brescia. Mummie di gatti, alligatore, falchi, parti anatomiche umane.
- Civico museo archeologico Paolo Giovio, Como. La collezione si compone di un migliaio di reperti, quasi tutti relativi per lo più alla sfera religioso-funeraria.
- Museo studio del tessuto (MuST) della Fondazione Antonio Ratti, Como. 171 pezzi di tessuti copti.
- Museo civico di Erba, Erba. Delle statuette, uno scarabeo di Ramses II corredato di lucerna e ampolla.
- Museo civico Ala Ponzone, Cremona. Cinque ushabti e un amuleto pilastro ged sono esposti mentre in deposito si conservano altri due ushabti frutto di donazioni. Della collezione fanno parte anche due bronzetti moderni raffiguranti divinità egizie.
- Civico museo Goffredo Bellini, Asola. Stele di Kewey, Primo periodo intermedio.
- Museo civico di Palazzo Te, collezione egizia Giuseppe Acerbi, Mantova. 523 oggetti fra statuette, oggetti di corredo funebre, vasi canopici, amuleti e sigilli, monete alessandrine.
- Museo civico Antonio Parazzi, Viadana. La collezione è costituita da 29 pezzi, di origine sconosciuta, soprattutto bronzetti che rappresentano il dio Osiris.
- Civico museo Carlo Verri, Biassono. circa 50 pezzi fra cui ushabti, una maschera funeraria e monete del periodo romano.
- Museo egizio, Milano. Uno dei maggiori presenti nel territorio italiano dopo quello di Torino, di Firenze e Napoli, e ha sede nei sotterranei del Castello Sforzesco.
- Pinacoteca di Brera, Milano. Lascito Vitali che comprende reperti di Epoca Naqada e ritratti del Fayum.
- Musei civici del Castello Visconteo, Pavia. I vari reperti vennero acquistati dal marchese Luigi Malaspina di Sannazzaro presso Giuseppe Nizzoli, cancelliere del consolato austriaco in Alessandria d'Egitto. Trattasi di 150 oggetti, per lo più di piccole e medie dimensioni, comprendenti papiri, tele stuccate, vasi canopi, amuleti, bronzetti, ushabti.
- Sistema museale di ateneo di Pavia. 16 pezzi (6 statuette funerarie, alcune figure lignee ad intaglio, 2 frammenti di papiro e una testa di mummia di epoca romana).
- Museo civico di Sesto Calende. reperti egizi acquistati dalla Società Storica Archeologica Cesare da Sesto nei primi anni del dopoguerra.
- Museo Baroffio, Varese. Otto statuette in bronzo e terracotta dal VII al II secolo a.C.
- Museo Civico di Crema e del Cremasco ha acquisito le collezioni di Carla Maria Burri e di Carla Campari Lucchi.

## Veneto
- Musei civici di Padova. Due sale egizie sono dedicate al padovano pioniere dell'egittologia Giovan Battista Belzoni.
- Palazzo Roverella, Rovigo. Sala egizia con due mummie (Meryt e Baby) e numerosi oggetti di corredo, dono di Giuseppe Valsè Pantellini (1826-1890), un rodigino in esilio, che fece fortuna al Cairo.
- Museo archeologico al teatro romano, Verona. conserva numerosi reperti egizi di origine antiquaria, dispersi in più sedi: altri oggetti si trovano al Museo Miniscalchi Erizzo, al lapidario Maffeiano e al Museo di Storia naturale (mummie).
- Museo archeologico nazionale di Venezia. Bella collezione di antichità egizie e assiro-babilonesi. Si tratta per lo più di opere provenienti dalla collezione di Teodoro Correr, che costituiva il nucleo originario del Museo Correr.
- Museo civico di storia naturale, Venezia. Vi si conserva la collezione etnografica dell'esploratore Giovanni Miani, costituita dai materiali raccolti nell'Alto Nilo durante la prima spedizione africana risalente al 1859-61. L'esploratore recuperò una mummia umana dal volto dorato che potrebbe appartenere a una sacerdotessa dedita al culto del dio Sobek, e due mummie di coccodrillo.
- Museo provinciale di Torcello, Venezia. Collezione di statuette in bronzo e ceramica.
- San Lazzaro degli Armeni, Venezia. Alcuni oggetti egizi, tra cui spicca la mummia di Nehmeket del 1000 a.C.

## Emilia-Romagna
- Museo civico archeologico di Bologna. La raccolta di antichità egizie è attualmente costituita da quasi 4000 oggetti, che pone il museo tra i primi posti in Italia e in Europa. Di particolare interesse i cinque rilievi provenienti dalla tomba Horemheb, ultimo sovrano della XVIII dinastia.
- Museo archeologico nazionale di Parma. La collezione del museo si compone di: papiri e collane funerarie, amuleti, scarabei del cuore, stele funerarie in pietra e in legno dipinto, un sarcofago ligneo a cassa della XII dinastia, due sarcofagi antropomorfi di cui uno della XXVI dinastia e uno con la relativa mummia di epoca tolemaica, alcuni vasi canopi.
- Museo nazionale di Ravenna. Una piccola sala espone alcuni oggetti egizi di varia natura.

## Toscana
- Biblioteca Medicea Laurenziana, Firenze. Presenta la maggiore collezione in Italia di papiri egizi: 2500.
- Museo archeologico nazionale, Firenze. La raccolta egizia è seconda in Italia solo al Museo egizio di Torino, e, alloggiata in alcune sale decorate in maniera speciale al primo piano, trae origine dalle collezioni Nizzoli e Schiapparelli e dalla campagna di scavi di Ippolito Rosellini e François Champollion. Tra le altre acquisizioni, importante fu quella dei papiri provenienti dagli scavi del 1934-39. I reperti coprono molte delle attività quotidiane dell'Antico Egitto, con oggetti anche in materiali fragili come il legno, il tessuto e l'osso. L'esposizione è in corso di graduale risistemazione, privilegiando criteri cronologici e topografici piuttosto che tematici.
- Museo Stibbert, Firenze. La collezione del museo comprende anche due mummie con parte del loro corredo funerario.
- Istituto Papirologico Girolamo Vitelli, Firenze.
- Museo missionario etnografico francescano, Fiesole.
- Collezioni egittologiche dell'Università di Pisa, Pisa. Iniziate nel 1962, grazie a una prima donazione di Laura Birga Picozzi, discendente della famiglia di Ippolito Rosellini, padre dell'egittologia italiana. I vari reperti provenienti dall'Egitto, dalla Nubia e dall'Africa settentrionale hanno un notevole valore didattico e documentale.
- Museo dell'Accademia Etrusca e della Città di Cortona, Cortona (AR). Le collezioni del museo comprendono importanti testimonianze dell'archeologia egizia in gran parte donate alla fine dell'Ottocento da mons. Guido Corbelli, cortonese di origine e Delegato Apostolico per la Siria e l'Egitto, che coprono un lunghissimo arco di tempo, dall'epoca preistorica (intorno alla metà del V millennio a.C.) fino all'età copta (dal IV al VII sec.d.C.).

## Lazio
- Accademia d'Egitto, Roma. Primo museo nella Capitale dedicato esclusivamente alle varie civiltà che si sono sviluppate in Egitto: da quella egizia, sino a quella islamica. Si estende su di una superficie di oltre 300 m². La collezione presenta numerosi pezzi di rilievo, tra i quali una preziosa testa colossale di Akhenaton.
- Museo Barracco, Roma. Due sale sono dedicate all'arte egizia, con diversi materiali provenienti da alcune aste parigine e diversi scavi effettuati direttamente in Egitto; si tratta della prima parte collezionata dal barone Barracco.
- Musei Capitolini, Roma. La sala egizia comprende un importante statuario con pezzi egizi ed egittizzanti. La collezione glittica donata di recente dalla famiglia Santarelli, ospitata dentro Palazzo Clementino Caffarelli, presenta vari pezzi egizi.
- Museo dell'Alto Medioevo, Roma. Ospita una collezione di tessuti copti e rilievi provenienti dall'Egitto dall'età tardo-romana fino all'avvento dell'Islamismo. Si tratta di frammenti di abiti e arredi liturgici decorati con motivi ispirati alla mitologia greco-romana (ciclo dionisiaco), all'iconografia cristiana (santi e cavalieri), al mondo orientale, alla tradizione figurativa egiziana (soggetti nilotici).
- Museo del Vicino Oriente, Roma. Sito all'interno della Facolta di Scienze Umanistiche dell'Sapienza Università di Roma. La maggior parte delle opere sono dell'Egitto ma vi sono oggetti anche oggetti provenienti dalla Siria, da Ebla e, dalla Fenicia.
- Museo di storia della medicina, Roma. Appartenente alla rete museale della università Sapienza Università di Roma, possiede alcuni oggetti provenienti dal Museo Egizio di Torino.
- Musei Vaticani, Roma. Di grande importanza per qualità e quantità di pezzi, il Museo Gregoriano Egizio venne fondato da papa Gregorio XVI e ospita una vasta collezione di reperti dell'antico Egitto. Il materiale esposto comprende papiri, mummie, il famoso Libro dei morti e la Collezione Grassi.
- Museo nazionale romano, Roma. Esposti in parte nella sede di Palazzo Altemps, i materiali provengono dall'Iseo Campense, santuario di Iside e Serapide in Campo Marzio.

## Umbria
- Museo della città, Palazzo Eroli, Narni (TR). Il museo possiede una mummia - con due suoi sarcofagi - appartenente al corpo di una giovane donna. Dono negli anni '30 di Edoardo Martinori: ingegnere e numismatico narnese.

## Campania
- Museo del Sannio, Benevento. La Sala di Iside presenta l'arredo sacro del Tempio d'Iside "Signora di Benevento" e conserva il più consistente nucleo di sculture egizie e neoegizie mai rinvenuto fuori dall'Egitto.
- Museo archeologico nazionale di Napoli. Si trova nel piano seminterrato cui si accede dal piano terra, a destra dello scalone principale, alla fine della galleria degli imperatori (Sale 18-23). La collezione egizia di Napoli è la più antica d’Europa .

## Sicilia
- Museo archeologico regionale Antonio Salinas, Palermo. Dei reperti, per lo più epigrafici, fa parte la famosa Pietra di Palermo, un frammento di iscrizione importante per la ricostruzione della storia egizia.
- Museo del Papiro, Siracusa. Fondato nel 1989 da Corrado Basile è un importantissimo museo tematico che ospita anche la celebre Scuola Internazionale di Restauro di Papiri.